# Miss Model of the World
Miss Model of the World là cuộc thi người mẫu quốc tế được tổ chức lần đầu tiên tại Istanbul, Thổ Nhĩ Kỳ, vào năm 1988 với 42 quốc gia tham gia.

## Danh sách Người về nhất

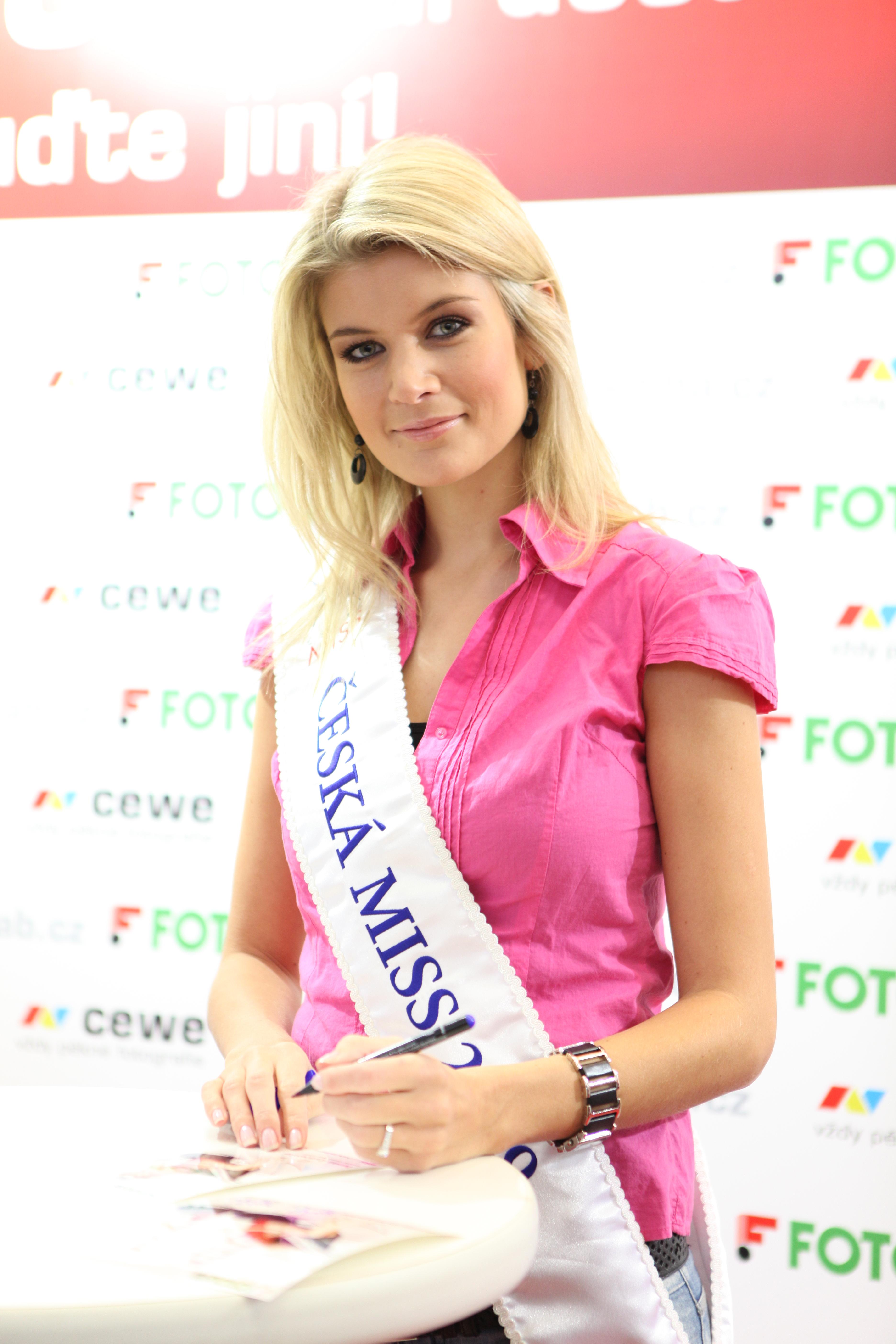
Miss Model of the World 2007
Iveta Lutovská, Czech Republic

Nguồn:
| Năm  | Quốc gia           | Miss Model of the World | Đại điểm                | Thí sinh |
| ---- | ------------------ | ----------------------- | ----------------------- | -------- |
| 2019 | Nga                | Anastasilla Ushakova    | Shenzhen, China         | 70       |
| 2018 | Thổ Nhĩ Kỳ         | Pınar Tartan            | Shenzhen, China         | 70       |
| 2017 | Ukraine            | Liliia Halushko         | Shenzhen, China         | 60       |
| 2016 | Phần Lan           | Anna Merimaa            | Shenzhen, China         | 70       |
| 2015 | Bờ Biển Ngà        | Awa Geremaya Sanoko     | Shenzhen, China         | 115      |
| 2014 | Hoa Kỳ             | Shelynne Paige Hoyt     | Shenzhen, China         | 61       |
| 2013 | Tatarstan          | Margarita Pavlushin     | Shenzhen, China         | 51       |
| 2012 | Nga                | Khrystyna Oparina       | Shenzhen, China         | 58       |
| 2011 | Thổ Nhĩ Kỳ         | Sevcan Yasar            | Shenzhen, China         | 66       |
| 2010 | Hoa Kỳ             | Amanda Renee Delgado    | Shenzhen, China         | 65       |
| 2009 | Pháp               | Eméné Alexandra Nyame   | Shenzhen, China         | 66       |
| 2008 | Ukraine            | Mariya Lakimuk          | Buenos Aires, Argentina | 63       |
| 2007 | Cộng hòa Séc       | Iveta Lutovska          | Yuncheng, China         | 57       |
| 2006 | Trung Quốc         | May Di Song             | Shenzhen, China         | 56       |
| 2005 | Liban              | Catherine Hamzeh Abboud | Shenzhen, China         | 71       |
| 2004 | Trinidad và Tobago | Aqiyla Gomez            | Hangzhou, China         | 59       |
| 2003 | Trung Quốc         | Yan Wei                 | Istanbul, Turkey        | 40       |
| 2002 | Brazil             | Gislaine Ferreira       | Ulaanbaatar, Mongolia   | 28       |
| 2001 | Phần Lan           | Laura Keränen           | Istanbul, Turkey        | 32       |
| 2000 | Ba Lan             | Małgorzata Rożniecka    | Istanbul, Turkey        | 43       |
| 1999 | Anh Quốc           | Michelle Walker         | Antalya, Turkey         | 40       |
| 1998 | Anh Quốc           | Abby Essien             | Istanbul, Turkey        | 40       |
| 1997 | Pháp               | Caroline Lubrez         | Istanbul, Turkey        | 42       |
| 1996 | Cuba               | Carla Paneca Fernández  | Antalya, Turkey         | 41       |
| 1995 | Cuba               | Laura Marlén Cabbera    | Antalya, Turkey         | 40       |
| 1994 | Pháp               | Isabelle da Silva       | Istanbul, Turkey        | 38       |
| 1993 | Philippines        | Gemith Gonzalo Gemparo  | Paris, France           | 37       |
| 1992 | Pháp               | Céline Cassagnes        | Turku, Finland          | 37       |
| 1991 | Úc                 | Helena Wayth            | Rome, Italy             | 35       |
| 1990 | Venezuela          | Sharon Luengo           | Taipei, Taiwan          | 41       |
| 1989 | Pháp               | Kao Ardon               | Istanbul, Turkey        | 34       |
| 1988 | Colombia           | Victoria Eugenia Azuero | Istanbul, Turkey        | 38       |

## Danh sách Người về nhì
| Năm  | Á quân 1                                              | Á quân 2                                   | Á quân 3                                             | Á quân 4                                      |
| ---- | ----------------------------------------------------- | ------------------------------------------ | ---------------------------------------------------- | --------------------------------------------- |
| 1988 | Helena Kirsi · Finland                                | Sibel Tan · Turkey                         | Geraldine Cho · Singapore                            | Maria Grosso · Uruguay                        |
| 1989 | Marisabel Valdes · Venezuela                          | Aneta Rusewitz · Sweden                    | Anitha Das · Malaysia                                | Rachael Patrick · United Kingdom              |
| 1990 | Nany Naegele · United States                          | Eva Pedraza · Spain                        | Không trao giải                                      | Không trao giải                               |
| 1991 | Helena Wayth · Australia                              | Anne-Marie Poggi · France                  | Không trao giải                                      | Không trao giải                               |
| 1992 | Meike Swartz · Germany                                | Sonia Bermudez · Colombia                  | Không trao giải                                      | Không trao giải                               |
| 1993 | Natalia Martinez · Venezuela                          | Dimitri Kostaki · Greece                   | Dorota Wróbel · Poland                               | Olga Berina · Russia                          |
| 1994 | Irini Alexiou · Greece                                | Alexandra Koukoulyk · Russia               | Yekaterina Sharapova · Kazakhstan                    | Maja Lupesco · Israel                         |
| 1995 | Tugba Ozay · Turkey                                   | Jakki Denell Aherne · Australia            | Không trao giải                                      | Không trao giải                               |
| 1996 | Mercedes Mwajas · Hungary                             | Yenni Vaca Paz · Bolivia                   | Nataliya Nadtochey · Ukraine                         | Rosita Wahab · Malaysia                       |
| 1997 | Mari Carmen · Spain                                   | Assel Issabayeva · Kazakhstan              | Không trao giải                                      | Không trao giải                               |
| 1998 | Woon Yeow · Singapore                                 | Veronica Laskaeva · Uzbekistan             | Không trao giải                                      | Không trao giải                               |
| 1999 | Rosana Pelaz · Spain                                  | Thanyaluk Worapimrat · Thailand            | Không trao giải                                      | Không trao giải                               |
| 2000 | Alexandra Aguilera · Spain                            | Feza Gursoy · Turkey                       | Tanja Weltach · Austria                              | Joan Chópite · Venezuela                      |
| 2001 | Ksenia Saifutdinova · Russia                          | Oksana Dahan · Israel                      | Oksana Shirokova · Kyrgyzstan                        | Pescador Sánchez · Spain                      |
| 2002 | Marta Gracia · Spain                                  | Dimitra Alexandraki · Greece               | Renata Janecková · Czech Republic                    | Karelit Vanessa Yépez · Venezuela             |
| 2003 | Gislaine Ferreira · Brazil                            | Miyako Miyazaki · Japan                    | Florecita de Jesús Cobián Azurdia · Guatemala        | Không trao giải                               |
| 2004 | Ma Li · China                                         | Ling Zhang · Hong Kong                     | Ana Leticia Fernández · Spain                        | Ljiljana Savovic · Bosnia & Herzegovina       |
| 2005 | Chien-An Lin · Taiwan                                 | Elena Tihomirova · Bulgaria                | Julia Liptakova Bản mẫu:Country data Slovak Republic | Julia Nikolevna Tjulinova · Estonia           |
| 2006 | Eleonora Masalab · Ukraine                            | Ana Maria Ortiz Rodal · Bolivia            | Yan Fei Pan · Hong Kong                              | Sofija Pelivanova · Macedonia                 |
| 2007 | Stephanie Thomas · Trinidad and Tobago                | Ria Antoniou · Greece                      | Katherine Meyer · Peru                               | Yuliya Mazurets · Turkmenistan                |
| 2008 | Hommy King · China                                    | Serap Tunç · Turkey                        | Pavlina Kostagiou · Greece                           | Aelita Azhybekova · Kazakhstan                |
| 2009 | Deyra Cimen · Turkey                                  | Yuliya Galichenko · Ukraine                | Edelyn Victoriana Cedeño · Dominican Republic        | Lan Huong Ngoc Nguyen · Vietnam               |
| 2010 | Ema Masters · Australia                               | Qing Qing Cao · China                      | Carolaine Peroza · Venezuela                         | Nina Astrakhantseva · Crimea                  |
| 2011 | Ivett Bozhar · Hungary                                | Sara Jasmine Mamadama · Guinea             | Li Meng · China                                      | Michaela Dihlova · Czech Republic             |
| 2012 | Pomitun Anzhelika · Ukraine                           | Kamaci Gelincik · Germany                  | Martina Stupakova · Slovakia                         | Alexandra Todorova · Bulgaria                 |
| 2013 | Margaret Baa · Ghana                                  | Tetiana Khoroshaya · Crimea                | Lavinia Muscan · Romania                             | Qi Rui · China                                |
| 2014 | Anastasiya Sukh · Ukraine                             | Natalya Tytko · Russia                     | Lyubov Aristova · Abkhazia                           | Jessica Eveline Wistopo · Indonesia           |
| 2015 | Sune Botes · South Africa                             | Sarka Mohorkova · Czech Republic           | Nadezda Bychkova · Russia                            | Tanisha Demour · Malaysia                     |
| 2016 | Janet Leyva · Peru                                    | Dai Ying · China                           | Pilar Macro Morales · Spain                          | Emilia Dobrayeva Bản mẫu:Country data Siberia |
| 2017 | Angela Goretti Robles · Mexico                        | Angelina Chmel · Tatarstan                 | Sophia Sergio · Italy                                | Marylin Saldaña · Peru                        |
| 2018 | Sarah Touré Kanika · Democratic Republic of the Congo | Gabriela Marisol Acosta Martínez · Uruguay | Magdalena Wesołowska · Poland                        | Qi Yanchang · China                           |
| 2019 | Liliia Lakishek · Ukraine                             | Yang Yanwen · China                        | Elizaveta Kataeva Bản mẫu:SIB                        | Angélica Hernández · Mexico                   |

## Danh sách giải châu lục
| Năm  | Miss Model of Americas                | Miss Model of Asia-Pacific                      | Miss Model of Europe                | Miss Model of Mediterranean                  |                                        |
| ---- | ------------------------------------- | ----------------------------------------------- | ----------------------------------- | -------------------------------------------- | -------------------------------------- |
| 1988 | Không trao giải                       | Không trao giải                                 | Remedios Cervantes Montoya · Spain  | Không trao giải                              |                                        |
| 1989 | Maria Josefa Insensee Ugarte · Chile  | Marina Pura Santos Benipayo · Philippines       | Manou Bleeker · Holland             | Francesca Plati · Italy                      |                                        |
| Năm  | Miss Model of Africa                  | Miss Model of Americas                          | Miss Model of Asia                  | Miss Model of Europe                         | Miss Model of Pacific                  |
| 1990 | Kalsoume Sinare · Ghana               | Sharon Raquel Luengo González · Venezuela       | Filiz Bastuzel · Turkey             | Isabel Rodrigues Martins da Costa · Portugal | Marie Amashryl Barretto · Philippines  |
| 1997 | Không trao giải                       | Emilce Marlen Marín Rodríguez · Colombia        | Không trao giải                     | Không trao giải                              | Không trao giải                        |
| Năm  | Miss Model of Africa                  | Miss Model of Americas                          | Miss Model of Asia                  | Miss Model of Europe                         | Miss Model of Oceania                  |
| 2011 | Sara Jasmine Mamadama · Guinea        | Yohana Paola Vaca Guzmán · Bolivia              | Li Meng · China                     | Ivette Bozhar · Hungary                      | Rachael Louise Herraman · Australia    |
| 2012 | Gisela Emefa Gagakuma · Ghana         | Cheryl Yesenia Ortega Vega · Dominican Republic | Shao QING · China                   | Esra Serim · Turkey                          | Lareesa Garciano · New Zealand         |
| 2013 | Margaret Baa Koomson · Ghana          | Rachel Kristen Smith · USA                      | Qi Rui · China                      | Sevinc Mese · Turkey                         | Rebecca Boggiano · Australia           |
| 2014 | Andrea N'Guessan · Côte d'Ivoire      | Shelynne Paige Hoyt · USA                       | Jessica Eveline Wistopo · Indonesia | Anastasiya Sukh · Ukraine                    | Laura Blake-Hahnel · Australia         |
| 2015 | Conshida Angelica Schroeder · Namibia | María Clara Sosa Perdomo · Paraguay             | Zhang Tianjiao · China              | Nathalie Skals Danielsen · Denmark           | Hannah Renee Moulden · New Zealand     |
| 2016 | Maguy Gbane Mandjalia · Côte d'Ivoire | Janet Marihan Leyva Rodríguez · Peru            | Dai Ying · China                    | Pilar Magro Nogales · Spain                  | Tahnee McGann · Australia              |
| 2018 | Aissatou Sy · Senegal                 | Rachel Nicole Walker · USA                      | Kharisma Aura Islami · Indonesia    | Alessia Çoku · Albania                       | Riley Ellen Aston-Kampioti · Australia |

## Danh sách đại diện Việt Nam
| Năm  | Đại diện              | Danh hiệu                            | Quê quán              | Hạng đạt       | Giải phụ                 |
| ---- | --------------------- | ------------------------------------ | --------------------- | -------------- | ------------------------ |
| 2002 | Nguyễn Thanh Ngọc     | Không                                | ?                     | Không đạt giải | Không                    |
| 2008 | Phan Thị Ngọc Hà      | Không                                | Hà Nội                | Top 15         | Top 5 Best in Bikini     |
| 2009 | Nguyễn Ngọc Lan Hương | Không                                | Thành phố Hồ Chí Minh | Á quân 4       | Best in Evening Gown     |
| 2010 | Phạm Thị Ngọc Thạch   | Giải Vàng Siêu mẫu Việt Nam 2010     | Trà Vinh              | Top 10         | Best in National Costume |
| 2012 | Trần Ngọc Lan Khuê    | Không                                | Thành phố Hồ Chí Minh | Top 36         | Không                    |
| 2013 | Nguyễn Lê Mỹ Linh     | Không                                | California, Hoa Kỳ    | Top 36         | Không                    |
| 2014 | Phạm Thị Kim Thi      | Không                                | Thành phố Hồ Chí Minh | Top 10         | Không                    |
| 2017 | Đỗ Trịnh Quỳnh Như    | Quán quân Vietnam Fitness Model 2017 | Thành phố Hồ Chí Minh | Top 15         | Không                    |
| 2018 | Nguyễn Thị Ngọc Huyền | Á hậu Biển Việt Nam Toàn Cầu 2018    | Hà Nội                | Top 15         | Không                    |
| 2022 |                       |                                      |                       | TBA            | TBA                      |